# Kogegrube
En kogegrube er et hul i jorden der fungerer som en ovn, hvori man har tilberedt mad. Kogegruberne stammer primært fra oldtiden. Kogegruben fungerer ved at stenene som hullet er foret med varmes op af et bål, hvorefter gløderne fjernes, maden lægges i og det hele dækkes over af jord og tørv. Stenene er brandvarme og afgiver varme til tilberedningen af maden.

## Ekstern henvisning
- Ribe VikingeCenter – Mad med lam Arkiveret 5. maj 2013 hos  Wayback Machine
- Sydegrube-vaerude.dk (Webside ikke længere tilgængelig)

| Historie | Spire Denne historieartikel er en spire som bør udbygges. Du er velkommen til at hjælpe Wikipedia ved at udvide den. |